# Chirimena brevigranulata
Chirimena brevigranulata is een hooiwagen uit de familie Zalmoxioidae.